# Батис Кэмпбелл, Энрике
Энрике Батис Кэмпбелл (исп. Enrique Bátiz Campbell; 4 мая 1942, Мехико — 30 марта 2025) — мексиканский пианист и дирижёр.
Начал заниматься музыкой в восьмилетнем возрасте у Франсиско Ахеа. Учился в Южном методистском университете в Далласе у Дьёрдя Шандора, затем в Джульярдской школе у Адели Маркус. В 1967—1970 годах совершенствовал своё мастерство в Польше под руководством Збигнева Джевецкого (фортепиано) и Станислава Вислоцкого (дирижирование), одновременно гастролируя по Европе и участвуя в ведущих европейских пианистических конкурсах.
Вернувшись в Мексику, в 1971 году Батис стал первым руководителем новосозданного Симфонического оркестра штата Мехико, который и возглавляет до сих пор — с перерывом в 1983—1989 гг., когда он был главным дирижёром другого коллектива, Филармонического оркестра Мехико. С 1984 г. он также много выступал и записывался с британским Королевским филармоническим оркестром в качестве приглашённого дирижёра.
В общей сложности Батисом осуществлено около 150 записей. Высоких оценок и различных наград удостоены записи «Послеполуденного отдыха фавна» Клода Дебюсси (1984), Третьей симфонии Камиля Сен-Санса (1984), сюиты из балета Игоря Стравинского «Петрушка» (1986), Симфонических танцев и поэмы «Остров мёртвых» Сергея Рахманинова (1992). За первую цифровую запись «Бразильских бахиан» Эйтора Вилла-Лобоса правительство Бразилии в 1986 г. наградило Батиса медалью. С Симфоническим оркестром штата Мехико он осуществил записи всех симфоний Бетховена, Шумана, Брамса и Чайковского, всех оркестровых сочинений Жоржа Бизе и Хоакина Родриго.
В 1965—1983 годах был женат на пианистке Эве Марии Сук. Сын — мексиканский финансист Энрике Эухенио Батис Сук.
Скончался 30 марта 2025 года.